# Myron Ebell
Myron Ebell, född 1953, är en amerikansk klimatförnekare och chef för Center for Energy and Environment vid Competitive Enterprise Institute (CEI).
Ebell är ordförande för Cooler Heads Coalition, a sammanslutning som arbetar för att "ifrågasätta alarmismen kring den globala uppvärmningen". Utifrån sina befattningar har han fått en central roll i frågor som rör klimatskepticism och har informerat media och politiker om detta genom personliga kontakter, presskonferenser och hearings i den amerikanska kongressen.
I september 2016 utsågs Ebell av den dåvarande presidentkandidaten Donald Trump till ledare för omvandlingen av den statliga myndigheten United States Environmental Protection Agency (EPA). Han är själv inte forskare.

### Översättning
Den här artikeln är helt eller delvis baserad på material från engelskspråkiga Wikipedia.